# أجسام هيرنغ
أجسام هيرنغ (بالإنجليزية: Herring bodies)‏ أو أجسام الإفرازات العصبية (بالإنجليزية: neurosecretory bodies)‏ هي أجسام موجودة في الغدة النخامية الخلفية وتمثل النهاية الطرفية من المحاور العصبية في منطقة الوطاء، ويتم تخزين الهرمونات في هذه المواقع مؤقتاً، كما تعتبر محطات الإفراز العصبي. الهرمون المضاد لإدرار البول (ADH) وهرمون الأوكسيتوسين على حد سواء مخزنة في أجسام هيرنغ، ولكن لا يتم تخزين الهرمونين في نفس الجسيم. بالإضافة يحتوي كل جسيم أيضا على ثلاثي فوسفات الأدينوسين ونوروفيزين.

## النورفيزينات
النورفيزينات هي بروتينات ربط، والتي يوجد منها نوعان: نوروفيزين الأول المرتبط بهرمون الأوكسيتوسين ونوروفيزين الثاني المرتبط بالهرمون المضاد لإدرار البول. النوروفيزين وهرموناته يصبح مركب ويتم اعتباره كبروتين واحد ويخزن في الغدة النخامية. عندما يتم التحفيز عن طريق الوطاء، الحبيبات الإفرازية تطلق الهرمونات في مجرى الدم. ألياف من النوى فوق البصرية مرتبطة بإفراز الهرمون المضاد لإدرار البول؛ بينما النوى المجاورة للبطين مرتبطة مع الأوكسيتوسين.

## التسمية
وقد وصفت هذه البنية التشريحية أول مرة من قبل بيرسي تيودور هيرنغ في عام 1908 لذلك نسبت إليه.